# Miss Roraima 2016
Miss Roraima 2016 foi a 47ª edição do tradicional concurso de beleza feminino de Miss Roraima. Esta edição, válida para o Miss Brasil 2016 versão Miss Universo, se caracterizou por não ser propriamente uma disputa, visto à pouca procura de candidatas roraimenses para a candidatura estadual. A coordenadora regional no Estado, Nel Anne Rodrigues indicou Iane Rodrigues Cardoso, advogada de Boa Vista, como a nova detentora do título. Iane foi empossada no Restaurante Siciliano, dentro do Roraima Garden Shopping no dia 1º de Setembro pela vitoriosa do ano anterior, Melina Gomes.

## Resultado

### Colocação
| Posição  | Município e Candidata      |
| Indicada | - Boa Vista - Iane Cardoso |